# Henik Luiz de Andrade
Henik Luiz de Andrade hay đơn giản Henik (ヘニキ | sinh ngày 8 tháng 9 năm 1989 ở Astorga, Paraná), là một tiền vệ bóng đá người Brasil thi đấu cho Tochigi SC.

## Thống kê câu lạc bộ
Cập nhật đến ngày 23 tháng 2 năm 2018.
| Thành tích câu lạc bộ | Thành tích câu lạc bộ | Thành tích câu lạc bộ | Giải vô địch | Giải vô địch | Cúp                   | Cúp                   | Cúp           | Cúp           | Tổng cộng | Tổng cộng |
| Mùa giải              | Câu lạc bộ            | Giải vô địch          | Số trận      | Bàn thắng    | Số trận               | Bàn thắng             | Số trận       | Bàn thắng     | Số trận   | Bàn thắng |
| Nhật Bản              | Nhật Bản              | Nhật Bản              | Giải vô địch | Giải vô địch | Cúp Hoàng đế Nhật Bản | Cúp Hoàng đế Nhật Bản | J. League Cup | J. League Cup | Tổng      | Tổng      |
| --------------------- | --------------------- | --------------------- | ------------ | ------------ | --------------------- | --------------------- | ------------- | ------------- | --------- | --------- |
| 2014                  | FC Gifu               | J2 League             | 31           | 2            | 1                     | 0                     | -             | -             | 32        | 2         |
| 2015                  | FC Gifu               | J2 League             | 40           | 3            | 1                     | 0                     | -             | -             | 41        | 3         |
| 2017                  | FC Gifu               | J2 League             | 18           | 1            | 1                     | 0                     | -             | -             | 19        | 1         |
| Tổng                  | Tổng                  | Tổng                  | 89           | 6            | 3                     | 0                     | -             | -             | 92        | 6         |